# Jarosław Spyra
Jarosław Spyra (ur. 12 grudnia 1965 w Warszawie) – polski dyplomata, w latach 2002–2007 ambasador w Chile, w 2010 ambasador w Peru, akredytowany w Boliwii i Ekwadorze.

## Życiorys
Syn Eugeniusza, także dyplomaty i oficera wywiadu. Ukończył studia na Wydziale Dziennikarstwa i Nauk Politycznych Uniwersytetu Warszawskiego (1989).
Od 1991 w MSZ. Odbył staż w Akademii Dyplomatycznej w Wiedniu i w Instytucie Hoovera przy Uniwersytecie Stanford. Pracował na placówkach w Peru (1993–1995, jako chargé d’affaires) i w Brazylii. Po powrocie pracował w MSZ w Departamencie Azji, Australii i Ameryki Łacińskiej oraz Departamencie Ameryki, także na stanowiskach dyrektorskich. W latach 2002–2007 był ambasadorem RP w Chile.
18 lutego 2009 Sejmowa Komisja Spraw Zagranicznych pozytywnie zaopiniowała jego kandydaturę na stanowisko ambasadora w Peru, nie otrzymał jednak nominacji prezydenta Lecha Kaczyńskiego. Jego nominację na stanowiska ambasadora w Peru, Boliwii i Ekwadorze podpisał dopiero 18 czerwca 2010 pełniący obowiązki prezydenta Bronisław Komorowski. W listopadzie 2010 zrezygnował ze stanowiska po ujawnieniu przez prasę informacji o wszczęciu przez Instytut Pamięci Narodowej wobec niego postępowania lustracyjnego za zatajenie związków z SB, niemniej w sposób formalny został odwołany z zajmowanych stanowisk dopiero 23 marca 2011, z mocą od 10 kwietnia 2011. Sąd Apelacyjny wyrokiem z sierpnia 2016 roku uznał, że Jarosław Spyra złożył zgodne z prawdą oświadczenie lustracyjne. Od lipca 2019 był kierownikiem Wydziału Politycznego i Ekonomicznego Ambasady RP w Pretorii.
16 kwietnia 2002 otrzymał peruwiański Order Zasługi za Wybitną Służbę w klasie wielkiego oficera.
Zna języki angielski, hiszpański, francuski, portugalski.

## Publikacje książkowe
- Jarosław Spyra, Polityka zagraniczna Brazylii w latach 1930–1954, Warszawa: CESLA, 1995, ISBN 83-85620-11-7, OCLC 69292322. Brak numerów stron w książce
- Jarosław Spyra, System konstytucyjny Brazylii, Warszawa: Wydawnictwo Sejmowe, 2001, ISBN 83-7059-522-7, OCLC 749379741. Brak numerów stron w książce
- Jarosław Spyra, System konstytucyjny Chile, Warszawa: Wydawnictwo Sejmowe, 2005, ISBN 83-7059-718-1, OCLC 749828049. Brak numerów stron w książce
- Jarosław Spyra, Problem granic w stosunkach chilijsko-boliwijskich, Warszawa: Centrum Studiów Latynoamerykańskich, Uniwersytet Warszawski, 2006, ISBN 83-89251-31-0, OCLC 749344617. Brak numerów stron w książce
- Jarosław Spyra, Ayacucho 1824, Warszawa: Bellona, 2011 (Historyczne bitwy), ISBN 978-83-11-12177-5, OCLC 804007512. Brak numerów stron w książce
- Jarosław Spyra, Chile, Warszawa: Wydawnictwo Trio, 2013, ISBN 978-83-7436-325-9. Brak numerów stron w książce